# Otáčivé hlediště Český Krumlov

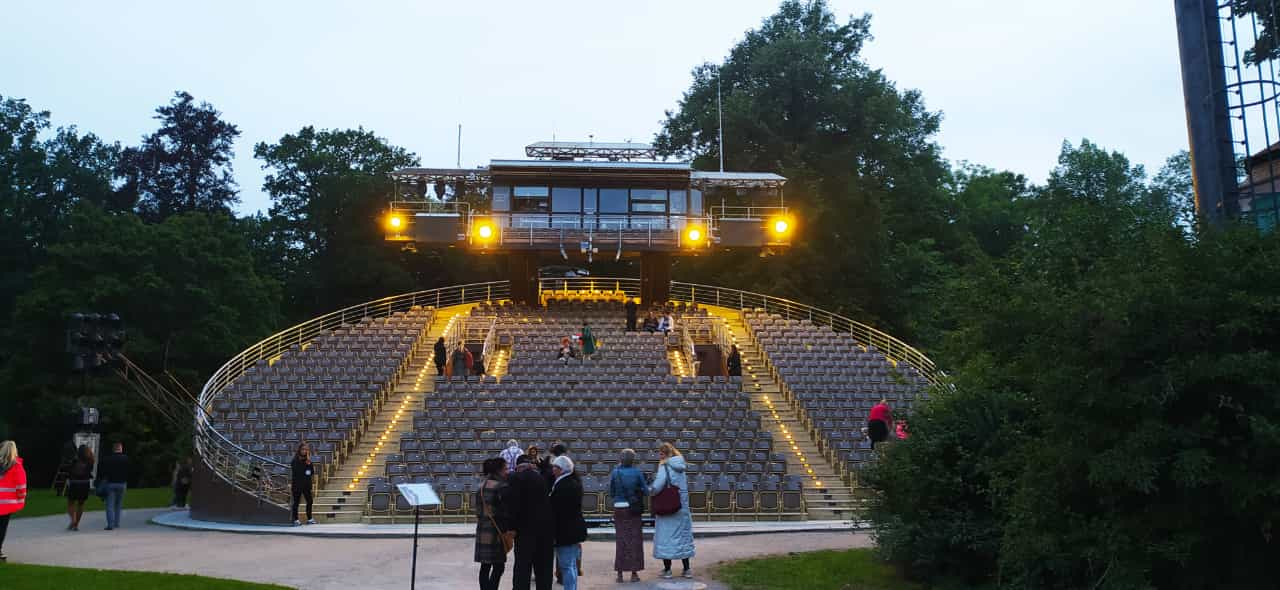
Otáčivé hlediště Český Krumlov (2023)

Otáčivé hlediště v Českém Krumlově je originálně řešené hlediště přírodního plenérového divadla, jedno z několika známých otáčivých hledišť, umístěné v zahradě českokrumlovského zámku. Jeho historie sahá do roku 1958, kdy jej prosadil v Čechách naturalizovaný scénograf lotyšského původu Joan Brehms (1907–1995) společně s tehdejším režisérem Jihočeského divadla Ottou Haasem. Provozovatelem Otáčivého hlediště je od jeho vzniku Jihočeské divadlo se sídlem v Českých Budějovicích. Je to nejnavštěvovanější české divadlo pod širým nebem.

## Historie

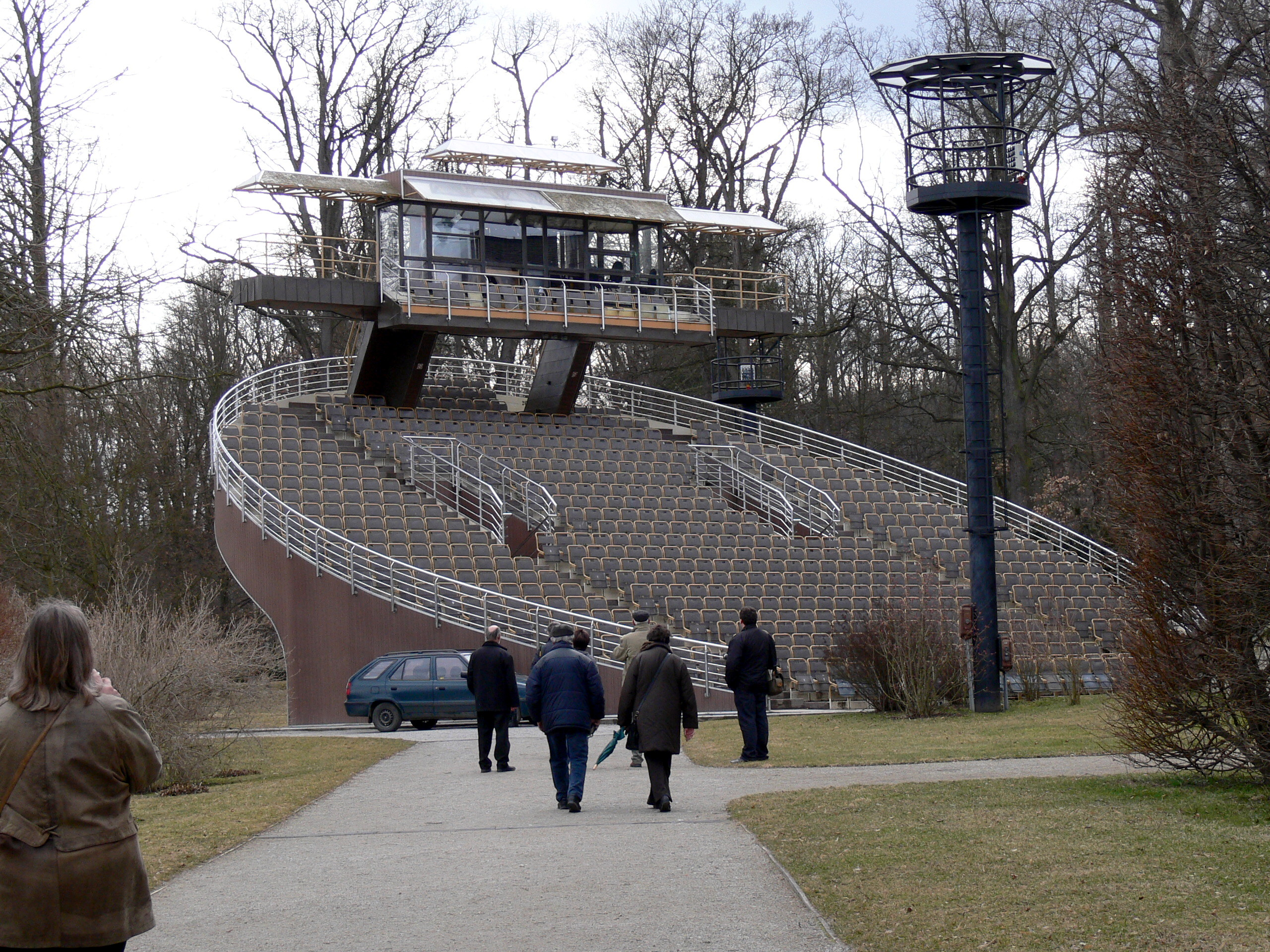
Otáčivé hlediště Český Krumlov (2009)

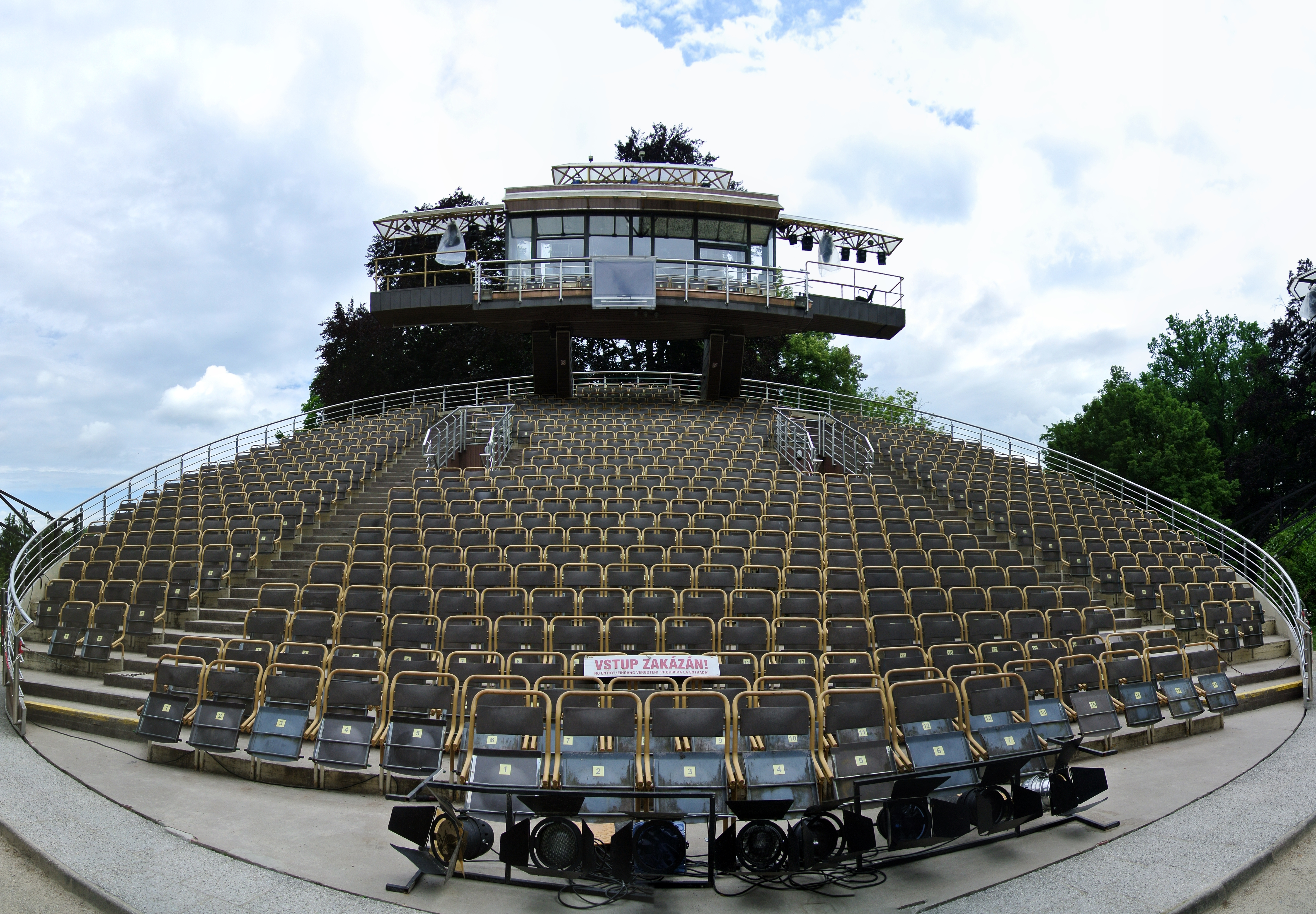
Blízký pohled na otáčivé hlediště (2014)

S myšlenkou, jak pomocí otočného hlediště proměnit scénický prostor, odstranit omezující kukátkový rámeček a objevit tak nový jednotný divadelní prostor, který by již striktně nerozděloval prostor diváka a herce, architekt a scénograf Joan Brehms. Společně s tehdejším režisérem a ředitelem Jihočeského divadla Ottou Haasem připravil roku 1958 v rámci plenérového Jihočeského divadelního festivalu představení před malou dřevěnou točnou s kapacitou sotva 60 diváků a poháněnou lidskou silou. Premiéra hry Günther Weisenborna Ztracená tvář 9. června 1958 potvrdila životaschopnost této originální myšlenky.
Již následující rok čekala na návštěvníky nová točna. Ta uvezla 400 diváků, kteří zde mohli vidět představení, které je s otáčivým hledištěm spojováno dodnes – Jiráskovu Lucernu s hudbou Bohuslava Martinů. V Evropě to bylo první otáčivé divadlo, které bylo uvedeno do provozu, společně s finským Pyynikin kesäteatteri v Tampere, které bylo provozované od stejného roku.
Joan Brehms však už v roce 1960 představil světu nový model otočného hlediště, tentokrát pro 550 diváků. Lidská síla byla konečně nahrazena elektromotorem a točna zapuštěna napevno do země.
Takto zůstala točna až do poloviny 90. let, kdy ji v roce 1994 nahradilo technicky vyspělejší otočné hlediště vyrobené podnikem Škoda Plzeň. Čtyři elektromotory o výkonu 15 kW zajišťují oboustranně plynulý pohyb 650 tunového kolosu s průměrem základny 21 m, který umožňuje jedinečnou divadelní podívanou již pro 644 diváků. Tato točna ještě vylepšuje technické podmínky pro uvádění světových děl činoherních, operních i baletních.
Umístění divadla v barokní zámecké zahradě je dlouhodobě kritizováno organizací UNESCO, experti z této organizace doporučují jeho úplné přemístění mimo zámeckou zahradu. Pro nesplnění příslibu z roku 1992 na jeho odstranění hrozí Českému Krumlovu vyškrtnutí ze seznamu Světového dědictví UNESCO. V roce 2014 se uvažovalo, že se následující rok na stejném místě postaví mobilní konstrukce, která by byla k prostředí zámku šetrnější. Hlediště ročně navštíví okolo 55 tisíc diváků a petici pro zachování hlediště tehdy v Českém Krumlově podepsalo více než 130 tisíc lidí. Proti nové architektonické soutěži se také postavili přední architekti a vypsána nakonec nebyla.
Od druhé poloviny 2020 do jara 2021 procházelo hlediště rekonstrukcí: byla kompletně zrekonstruována silnoproudá i slaboproudá elektroinstalace pro soudobé požadavky a technologie, instalován nový kroužkový sběrač mezi stabilní a pohyblivou částí točny pro přenos silové energie a ovládacích signálů a byl též doplněn vícekanálovým optickým datovým přenosem. Tento přenos tak umožnil plnohodnotné umístění veškerého velína (osvětlení, zvukové režie, videotechniky...) do kabiny na točně. Byly taktéž kompletně rekonstruovány i elektrické a datové scénické rozvody v příslušné části parku. Na samotném hledišti byly mj. vyměněny sedačky, avšak počet míst i celkový vzhled však zůstal zachován. V roce 2023 se také uvažovalo o konstrukci zcela nového hlediště, to by však bylo postaveno nejdříve v roce 2033.

## Produkce na otáčivém hledišti
Princip otáčivého hlediště, zasazeného do po staletí vytvářeného zámeckého lesoparku s rokokovým zámečkem Bellarie, je velikou předností, kterou nemají k dispozici ani jiné slavnější venkovní scény v zahraničí, jakými jsou například jezerní jeviště v Bregenzu, aréna ve Veroně či středomořské amfiteátry.
Jevištní plocha je tvořena rozlehlým parkem, který umožňuje využívat ojedinělost nádherné scenérie zámecké zahrady, která vytváří pro divadelní příběhy jedinečnou atmosféru. V případě hudební produkce – tedy převážně operních a baletních představení – je spojení hudby, tance a okolní přírody mimořádným uměleckým zážitkem.
Každoročně se tu od června do září odehraje průměrně osmdesát představení, jež navštíví na 55 000 diváků z tuzemska i zahraničí.

## Repertoár otáčivého hlediště

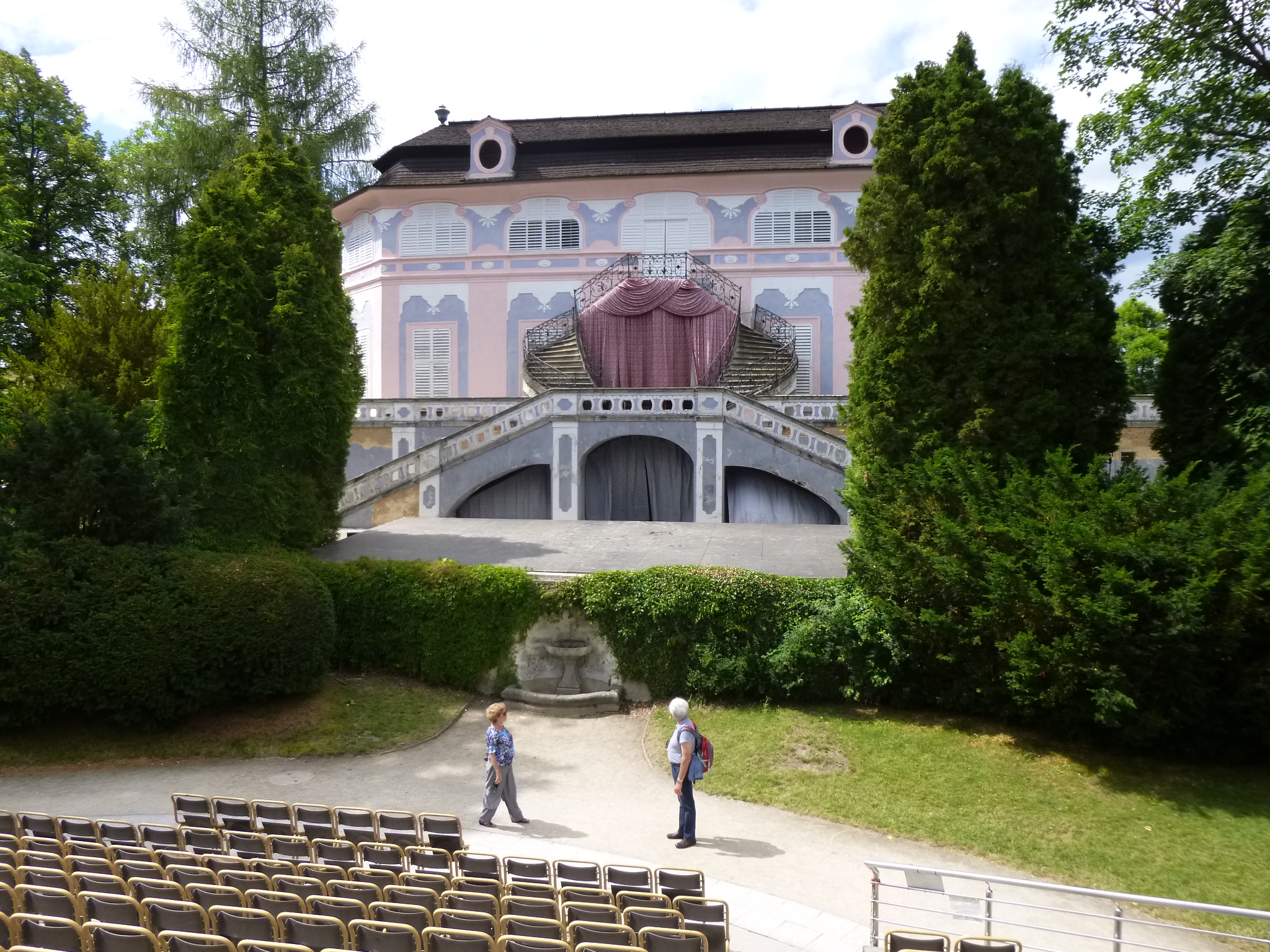
Letohrádek Bellarie a okolí hlediště

Na scéně otáčivého hlediště byla s úspěchem uvedena celá řada význačných děl, jejichž tematická podstata příznačně zapadá do prostředí zámecké zahrady – např. Shakespearova dramata (Večer tříkrálový, Sen noci svatojánské), z českých klasických látek zde byly a jsou uváděny především pohádkové příběhy (např. Zeyerův Radúz a Mahulena, Hrátky s čertem Jana Drdy, Lucerna Aloise Jiráska, Tylův Strakonický dudák, Kráska a zvíře Františka Hrubína) i operní díla vrcholných českých skladatelů (Rusalka Antonína Dvořáka, Dvě vdovy Bedřicha Smetany a další).
Na divadelní produkci před otáčivým hledištěm se podílejí všechny čtyři umělecké soubory Jihočeského divadla – činohra, opera, balet a loutkohra. Nejatraktivnější pro zahraniční diváky jsou inscenace operních a baletních titulů se světoznámými hosty (sólisté Metropolitní opery v New Yorku, sanfranciské a torontské opery, Národního divadla v Praze a Bratislavě. Bohatý repertoár loutkohry a především činohry Jihočeského divadla osloví především české publikum. Právě činohra na této scéně každoročně odehraje velkou část všech představení letní sezóny a i ona láká na jména zajímavých hostů ať už z řad účinkujících herců, tak i režisérů (například filmový režisér a držitel Oskara Jiří Menzel, režisér evropského jména David Radok, režiséři Petr Kracik a Jan Kačer, herec Oldřich Vízner aj.).
Nejúspěšnějšími činoherními tituly Otáčivého hlediště jsou: Sen noci svatojánské, který drží primát v počtu odehraných představení (318), Lucerna (270) a Kráska a zvíře (247). V opeře zaznamenaly nejvíce repríz Rusalka (82) a Rigoletto (54). Baletu vévodí Labutí jezero (42 představení).

### Spolupráce s Mezinárodním hudebním festivalem Český Krumlov
Od roku 2008 funguje každoroční spolupráce s Mezinárodním hudebním festivalem Český Krumlov, jejímž výsledkem je nastudování známých oper s hosty zvučných jmen. Pestrou žánrovou skladbou tak význam otáčivého hlediště přesahuje hranice jihočeského regionu.
V roce 2008 byla před otáčivým hledištěm představena Verdiho opera Síla osudu v režii Josefa Průdka, dirigoval John Keenan z MET New York, mezi účinkujícími se objevili např. Kyunghye La, Raúl Melo, Plamen Prokopiev.
O rok později byla společným projektem Rusalka Antonína Dvořáka v režii Josefa Průdka v hlavních rolích s Julií Makerov, Allanem Glassmanem, Evou Urbanovou, Alison Bolshoi…
Vrcholem léta 2010 byla „opera oper“ Don Giovanni Wolfganga Amadea Mozarta, operní režisérský debut Jiřího Menzela na krumlovské scéně, s Arisem Argirisem a Ericem Jordanem, pod taktovkou italského dirigenta Antonella Allemandiho.
Titulem roku 2011 byla opera Ruggera Leoncavalla Komedianti, v hlavní roli s Josém Curou.

## Otáčivé hlediště v číslech

### Statistiky
- První představení: 9. června 1958
- Počet diváků od roku 1958 do 2010: 1 872 323
- Počet premiér od roku 1958: 160
- Počet představení od roku 1958: 3 091

### Současné provedení točny
- Kapacita: 644 diváků
- Celková hmotnost konstrukce: 650 t
- Průměr základny: 21,3 m
- Elevace:7,6 m
- Pohon: 4 elektromotory o výkonu 15 kW
- Počet kol nesoucích točnu: 120 ks